# Звіт про рух грошових коштів
Звіт про рух грошових коштів (НП(С)БО 1) — звіт, який відображає надходження і вибуття грошових коштів протягом звітного періоду в результаті операційної, інвестиційної та фінансової діяльності. Звіт про рух грошових коштів складається двома методами: прямим та непрямим.
- Операційна діяльність — це основна діяльність підприємства, а також інші види діяльності, які не є інвестиційною чи фінансовою діяльністю.
- Інвестиційна діяльність — це придбання та реалізація необоротних активів, а також тих фінансових інвестицій, які не є складовою частиною еквівалентів грошових коштів.
- Фінансова діяльність — це діяльність, яка призводить до змін розміру і складу власного та позикового капіталу підприємства.